# International Association of Classification Societies
De International Association of Classification Societies (IACS) is het overkoepelend orgaan van de elf grootste classificatiebureaus. IACS werd opgericht door de 7 belangrijkste bureaus op 11 september 1968. De huidige leden zijn ABS, BV, CCS, DNV, GL, KR, LR, NK, Rina, RS en IRS. Geassocieerd lidmaatschap is uitgefaseerd; Croatian Register of Shipping was tot 31 december 2004 geassocieerd lid, Indian Register of Shipping tot 2010.
IACS is de enige niet-gouvernementele organisatie met waarnemer status die regels mag ontwikkelen en toepassen binnen de International Maritime Organization. De status van de ontwikkelde regels is vastgelegd in de International Convention for the Safety of Life at Sea (SOLAS).

## Leden
De huidige leden zijn:
- American Bureau of Shipping
- Bureau Veritas
- China Classification Society
- Croatian Register of Shipping
- Det Norske Veritas
- Indian Register of Shipping
- Korean Register of Shipping
- Lloyd's Register of Shipping
- Nippon Kaiji Kyokai
- Polish Register of Shipping
- Registro Italiano Navale

IACS werd in 1968 opgericht door de leden American Bureau of Shipping, Veritas, Norske Veritas, Germanischer Lloyd, Lloyd's Register, Kaiji Kyokai en Registro Italiano Navale.
Vanaf 3 mei 2011 is Croatian Register of Shipping (CRS) geaccepteerd door IACS als nieuw lid.
Vanaf 3 juni 2011 is Polish Register of Shipping (PRS) geaccepteerd door IACS als nieuw lid.